# Hassiba Ben Bouali

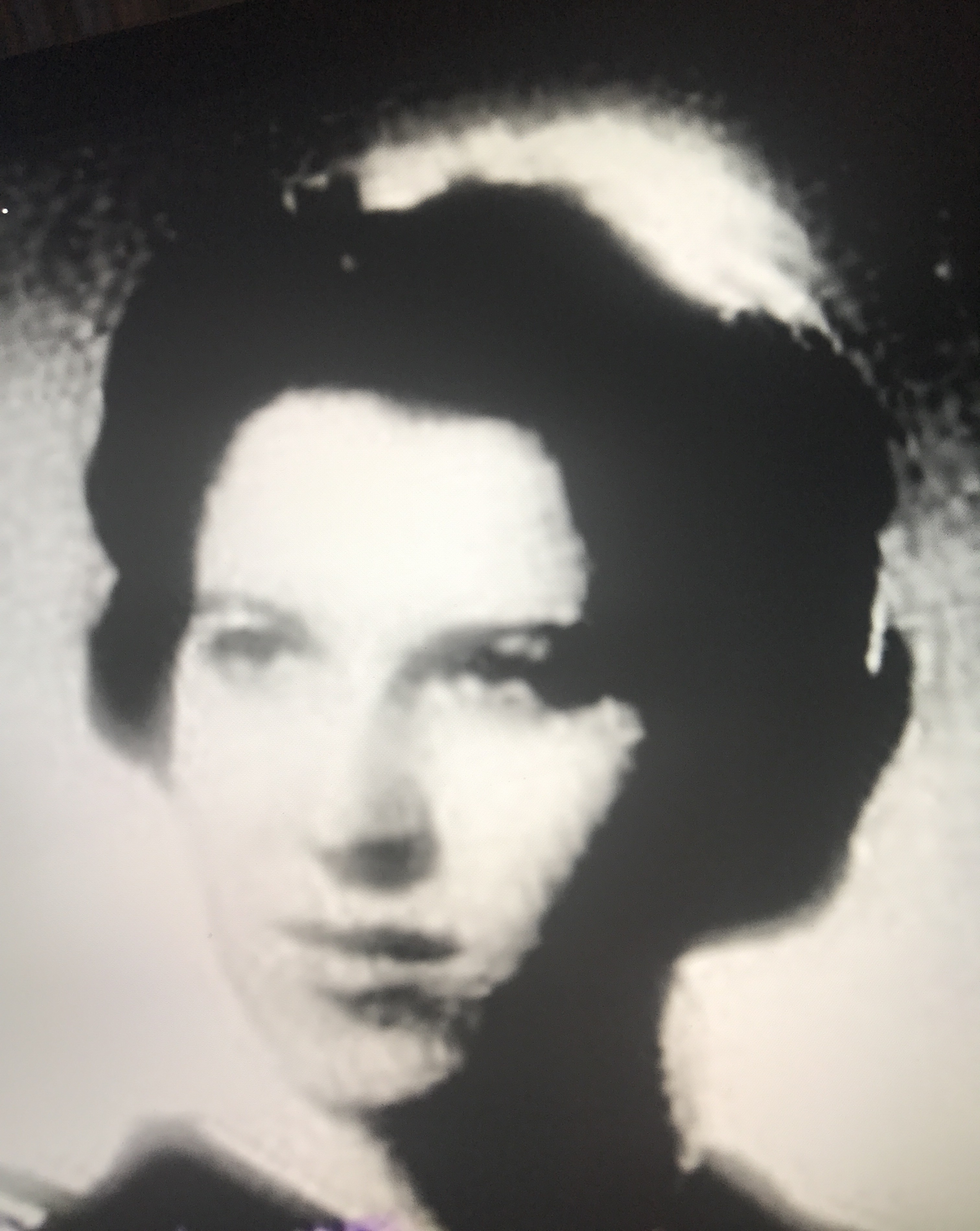
Historia Magazine - La Guerre d'Algérie et Alger Républicain du 20 janvier 1963.

Hassiba Ben Bouali (en arabe : حسيبة بن بوعلي, en berbère : ⵃⴰⵙⵉⴱⴰ ⴰⵢⵜ ⴱⵓⵄⵍⵉ, plusieurs auteurs français l'écrivent Bent Bouali,), née le 18 janvier 1938 à Bougainville près d'Orléansville (aujourd'hui Chlef) en Algérie et morte le 8 octobre 1957 à la Casbah d'Alger, est une militante et résistante algérienne durant la guerre d'Algérie, participant notamment à la bataille d'Alger aux côtés d'Ali la Pointe, Zohra Drif et Yacef Saâdi, chef de la Zone autonome d'Alger.

## Biographie

### Origine et scolarité
Hassiba Ben Bouali, issue d'une grande famille aristocrate ,, voit le jour, le 20 janvier 1938 dans la petite commune de Bougainville (devenue Sendjas) au pied du mont de l'Ouarsenis et à 14 km au sud du chef-lieu de la wilaya de Chlef (ex-Orléansville). Elle n'a que 9 ans lorsque ses parents déménagent à Alger en 1947[réf. nécessaire]. Son père Abdelkader Ben Bouali travaillait à la direction de l'agriculture au gouvernement général à Alger. Sa mère est une Ait Saada famille révolutionnaire originaire de Kabylie.
Après avoir entamé ses études primaires dans son village natal, elle poursuit sa scolarité au collège de Miliana (filles). Après le certificat d'études primaires obtenu en 1950, elle entre au lycée Pasteur (aujourd'hui annexe de la faculté centrale d'Alger), tout en suivant des cours de musique. Elle adhère à 16 ans à l’Union générale des étudiants musulmans algériens (UGEMA). Tout en poursuivant ses études, elle milite, au côté de sa mère, dans l'association caritative laïque, « La tasse de lait » de la rue Boutin à Alger, qui a pour but de distribuer un aliment d’appoint et des soins aux enfants pauvres de la population musulmane de Belcourt, cette activité l'a confrontée aux conditions de misère dans lesquelles se trouve la population musulmane et de prendre conscience de la situation socio-politique du système colonial. Elle élargit son activité bénévole en donnant assistance aux malades à l'hôpital Mustapha Pacha tout en suivant des cours d'infirmière dans le même hôpital.

### Militantisme au sein du FLN

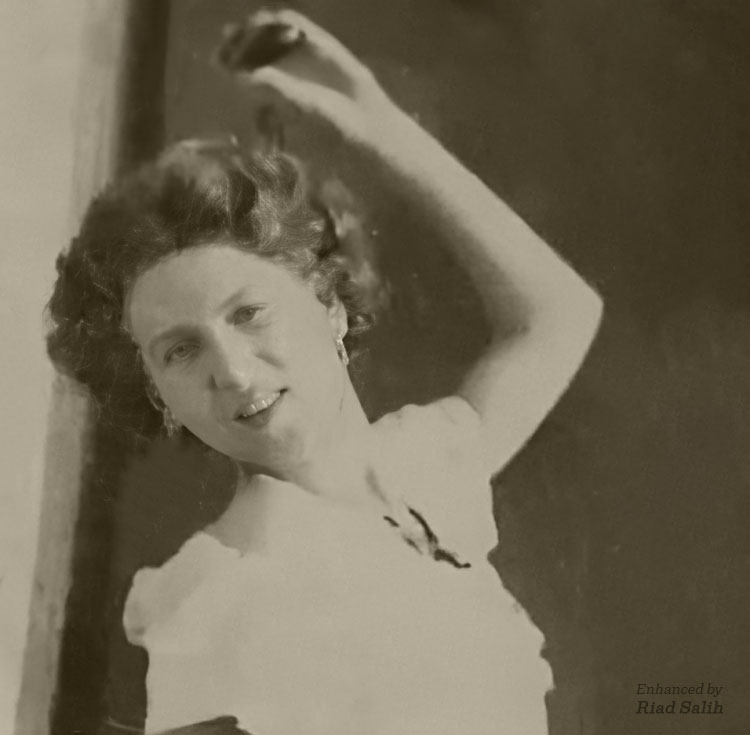
Hassiba Ben Bouali à l'âge de 15 ans.

Dès le commencement de la grève des étudiants musulmans du 19 mai 1956, décrétée par le FLN pour une durée illimitée, le front invite les étudiants musulmans à rejoindre en masse la cause algérienne, Hassiba Ben Bouali avait quitté le lycée comme 90 % de ses camarades, elle a renoncé à préparer son baccalauréat de philosophie et recrutée par Ben Sadok Abdelaziz au sein du FLN de la Zone autonome d'Alger dont le siège clandestin se trouvait au cœur de la Casbah d'Alger.
Surnommée la « benjamine » des combattantes de la Casbah, à 18 ans, elle s'impose en gagnant la confiance des dirigeants FLN dans la Casbah, elle côtoie les hommes et prend des décisions. Son allure, lui facilite les déplacements dans tous les quartiers chics européens. Agent de liaison pour les militants du FLN à Alger elle passe pour une européenne et pas un soldat n'a eu l'idée de fouiller son sac lors des passages des barrages policiers ou militaires. Tantôt assistante infirmière à l'hôpital Mustapha Pacha, tantôt assistante sociale à « La tasse de lait ». Peu à près elle rejoint l'équipe du Dr Pierre Chaulet, un militant du FLN qui vient d'aménager une clinique secrète à Clos-Salembier pour soigner les militants FLN blessés lors des accrochages avec la police, elle fournit soins et médicaments qu'elle ramène de l'hôpital, soutenue par sa mère également militante du FLN. Aux côtés de Zohra Drif, Djamila Bouhired, Djamila Boupacha elle participe avec elles à organiser des meetings de femmes sur les terrasses de la Casbah.

#### Recrutement dans le «réseau bombe»

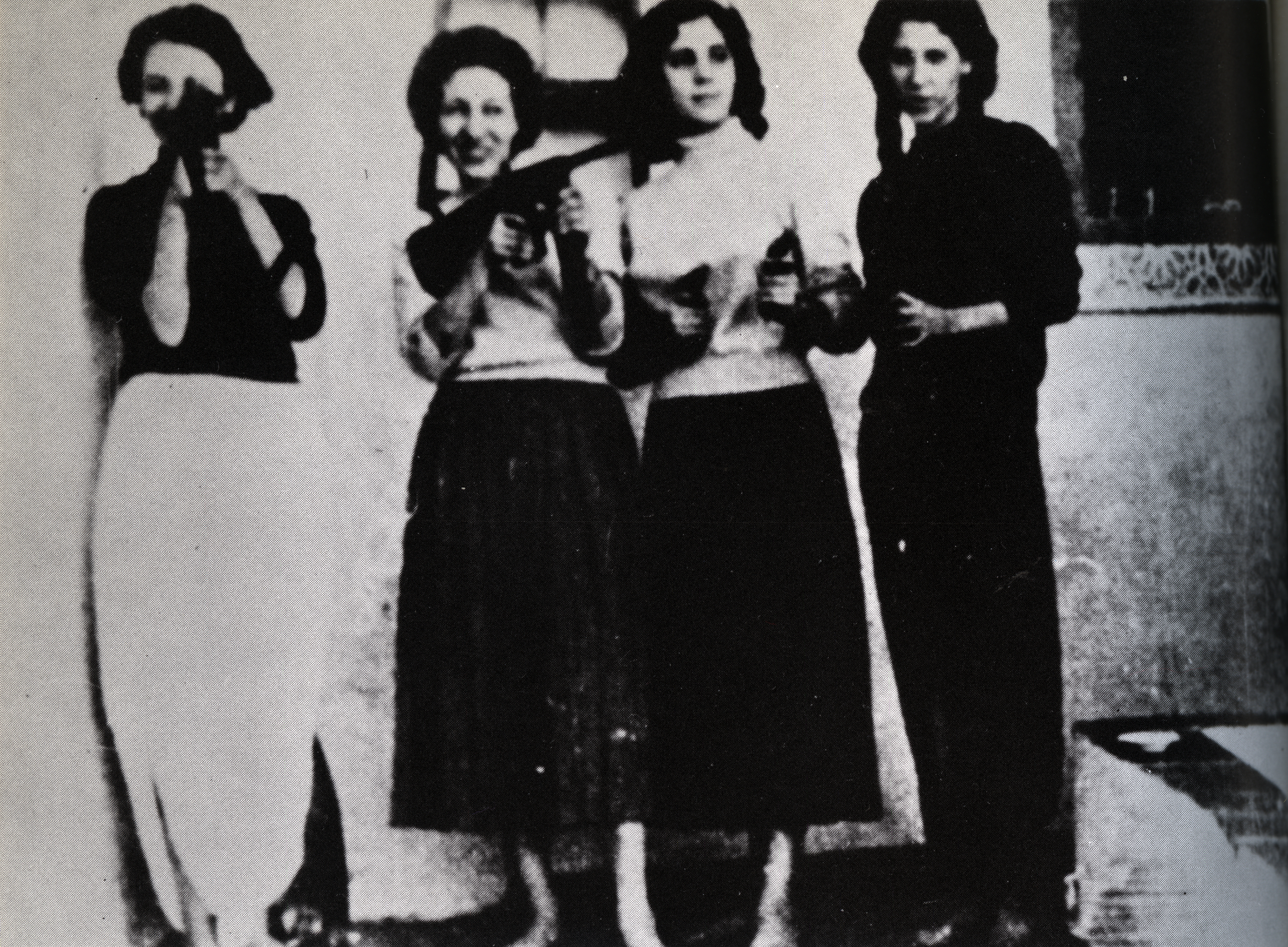
Filles du « réseau bombe » de Yacef Saâdi, de gauche à droite : Samia Lakhdari, Zohra Drif, Djamila Bouhired et Hassiba Ben Bouali à droite.

Depuis qu'elle a rejoint le FLN à Alger, elle veut devenir infirmière dans un maquis de l'Armée de libération nationale (ALN) et continue de suivre pour cela des cours d'infirmière à l'hôpital Mustapha Pacha, avant de devenir laborantine dans le « réseau bombe ».
L'été 1956 est marqué par un attentat terroriste sanglant dans la Casbah perpétré par un petit groupe d'européens de l'Algérie française, qui ont décidé de se venger par tous les moyens en posant une bombe à base de cheddite dans une ruelle de la Basse Casbah, dans la nuit du 9 au 10 août 1956. L'énorme explosion causa la mort de plus de 70 musulmans, déchiquetés ou ensevelis sous les décombres de plusieurs pâtés de maisons. Cet évènement connu comme l'attentat de la rue de Thèbes est revendiqué par la diffusion d'un tract sous la signature du « Comité des quarante », « pour chaque Européen tué, un pâté de maisons de la Casbah sauterait ».
La réponse à cet attentat : un autre tract émanant du FLN jure « de venger les morts de la Casbah ». Yacef Saâdi chef militaire FLN de la Zone autonome d'Alger décide de lancer une offensive systématique et de la même manière que les ultras de « l'Algérie française », par des attentats à la bombe visant la population civile européenne, les bombes seront transportées si possible par des femmes ressemblant à des européennes et habillées à l'européenne. C'est dans ce contexte que Hassiba Ben Bouali est intégrée dans le « réseau bombe » de Yacef Saâdi. Elle établit des liaisons entre les techniciens, Daniel Timsit, Abderrahmane Taleb, Oussedik Boualam et Georgio Habib, dont les laboratoires sont situés à des endroits différents de la capitale : Birkhadem, Pointe-Pescade, Clos-Salombier, Birmandreis, le Champ de manœuvre et la Casbah. Son recruteur est Mourad Kechida qui l'a choisie pour assurer sous ses ordres directs une mission très délicate : transporter de la matière première à différents laboratoires de fabrication de bombes, et rapporter les explosifs préparés. Elle a apporté à ses missions ses qualités féminines de patience et de ténacité qui ont été si précieuses à ses chefs.
La mission à risque de transporter et déposer les bombes dans les lieux publics désignés par les chefs du FLN, est confiée à d'autres femmes, dont Zohra Drif, Djamila Bouhired, Baya Hocine, Daniele Minne et Samia Lakhdari, elles aussi jeunes et d'allure européenne, qui passent inaperçues dans les quartiers européens.

#### Bataille d'Alger
Après l'attentat de la rue de Thèbes, le FLN passe à l'action, les quatre derniers mois de l'année 1956, sont marqués par plusieurs attentats à la bombe dans les lieux publics au cœur des quartiers européens d'Alger et sans interruption du 30 septembre 1956 au 26 janvier 1957, qui font plusieurs morts et blessés parmi les civils, ces attentats sont perpétrés l'avant-veille de la grève de huit jours par laquelle le FLN veut montrer sa représentativité aux Nations unies.
Hassiba Ben Bouali est recherchée, un mandat d'arrêt est lancé par le parquet le 14 décembre 1956. Elle est jugée par contumace au procès des médecins, à 20 ans de travaux forcés, et condamnée à mort au procès des poseuses de bombes, Djamila Bouhired et Djamila Boupacha. Contrainte de quitter sa famille, elle se réfugie dans la Casbah, participe à la préparation de la grève de huit jours. Elle donne également des soins aux blessés. Les chefs du FLN l'emploient aussi comme secrétaire et propagandiste auprès des femmes de la Casbah pour les sensibiliser à la cause algérienne.
Face aux attentats meurtriers du FLN, le gouvernement français décide de réagir, et fait appel au corps d'élite de quatre régiments de la 10e division parachutiste. En tout 10 000 parachutistes bien entraînés entrent dans Alger, le 7 janvier 1957, sous l'autorité du général Massu qui a reçu les pleins pouvoirs de police. Chaque régiment s'attribue le contrôle d'un quartier de la capitale, le plus ciblé : la Casbah, maquis urbain et quartier général du FLN et de la Zone autonome d'Alger (ZAA). L'organigramme de la ZAA est découvert, les réseaux des militants sont remontés. Larbi Ben M'hidi, responsable de l'action armée dans Alger, est arrêté le 23 février 1957. Mais les attentats continuent d'ensanglanter Alger jusqu'à la fin de l'été 1957. Yacef Saadi, chef de la ZAA, est arrêté à son tour, le 28 septembre 1957, après avoir résisté en compagnie de Zohra Drif. Ali la Pointe, seul rescapé de l'organisation, devient par la suite le chef de la Zone autonome d'Alger et Hassiba Ben Bouali sa secrétaire. Mais l'étau se resserre au tour d'eux, ils tiennent deux semaines seulement.

#### Mort dans la Casbah

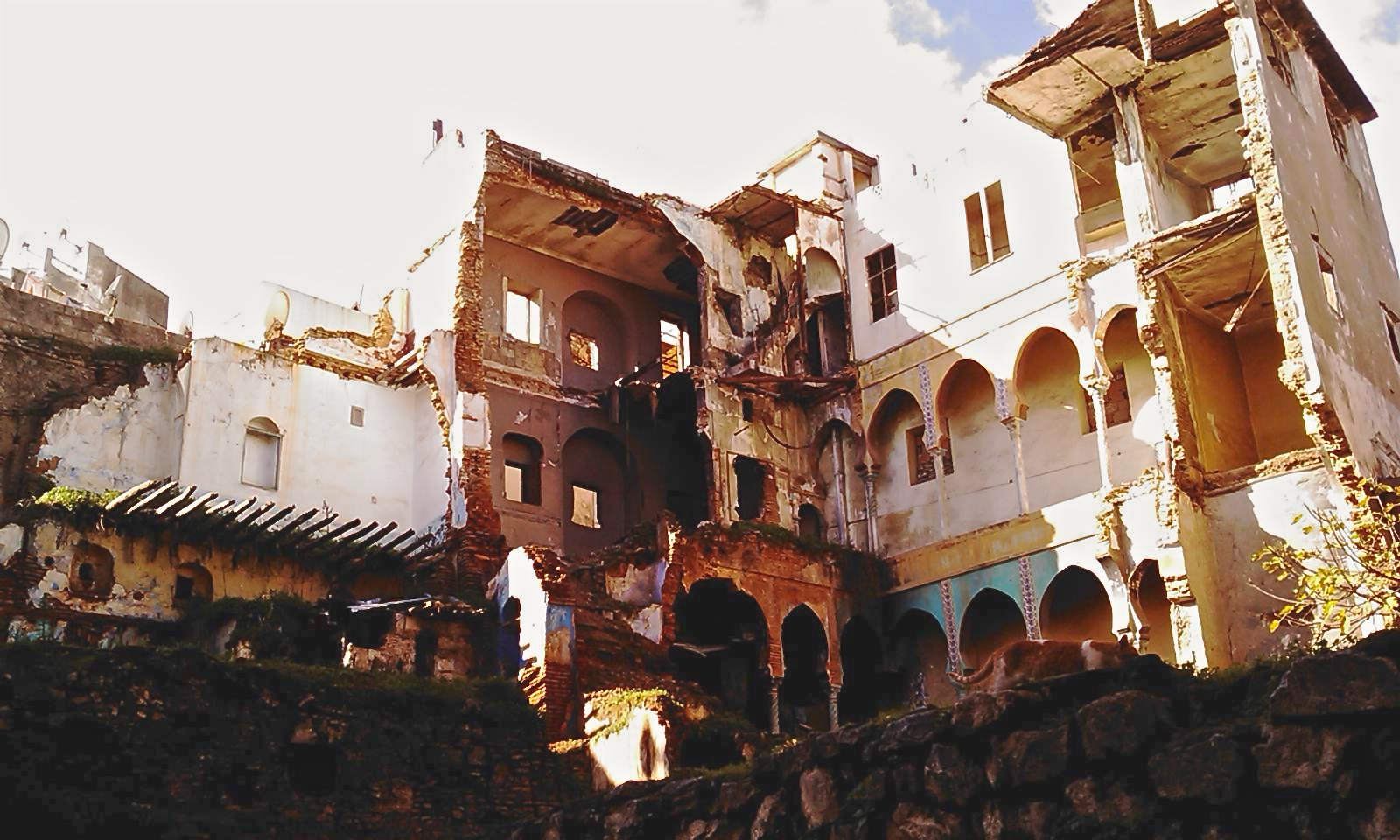
Ruines (2011) de la maison où elle périt avec ses compagnons, Ali la Pointe, Petit Omar et Mohamed Bouhmidi dans la Casbah d'Alger, au 5 rue des Abdérame, dynamitée par les parachutistes du 1er REP, le 8 octobre 1957.

Dès la fin de septembre 1957, une piste sérieuse permet aux bérets verts de localiser la cache d'Ali la Pointe au 5 rue des Abderames dans la basse Casbah. Au soir du 7 octobre 1957, la Casbah est entièrement encerclée par les paras, qui ont localisé la maison où Petit Omar, un garçon de 12 ans agent de liaison du FLN, et Mahmoud Bouhamidi se sont réfugiés le lendemain de l'arrestation de Yacef Saadi, oncle d'Omar. Ali la Pointe et Hassiba Ben Bouali les ont rejoints le 28 septembre. Depuis ils vivent là, entassés dans quatre mètres carrés, avec leur archives, ce qui reste du trésor de guerre, des armes, des munitions et les dernières bombes.
À 20 heures 15, par prudence, les maisons voisines éclairées par les projecteurs de l'armée sont évacuées par les parachutistes et leurs habitants sont priés d'aller attendre le dénouement un peu plus loin. On fouille chaque pièce, tandis que les propriétaires de la maison, deux femmes, indiquent exactement, sous la contrainte, la cache. Elles précisent que quatre personnes y ont cherché refuge, dont une jeune femme et un petit garçon de 12 ans ; le « chef s'appelle Ali ». Le commandant Guiraud qui mène les opérations, sachant la cache sérieuse et la cloison épaisse, tente de nouer le dialogue muni d'un mégaphone : « Rends-toi Ali, c'est fini. Nous te promettons la vie sauve. », il insiste pour faire sortir Omar et Ben Bouali. Pas la moindre réponse, les occupants de la cache ne veulent pas se rendre.
Le commandant Guiraud, avec l'accord du colonel Godard, prend la décision de placer une charge explosive sur les parois de la cache. Les artificiers utilisent deux mines antichars, au cas où les parois seraient blindées. Les parachutistes sortent de la pièce. Dans la cache, ni Ali, ni Hassiba, ni Mahmoud, ni Petit Omar n'ont bougé. À 6 heures 15, c'est l'explosion entendue dans toute la Casbah. À l'énorme déflagration des charges explosives succèdent les grondements des murs s'effondrant sur eux-mêmes, la maison située à côté s'écroule sur ses habitants qui n'ont pas été évacués.

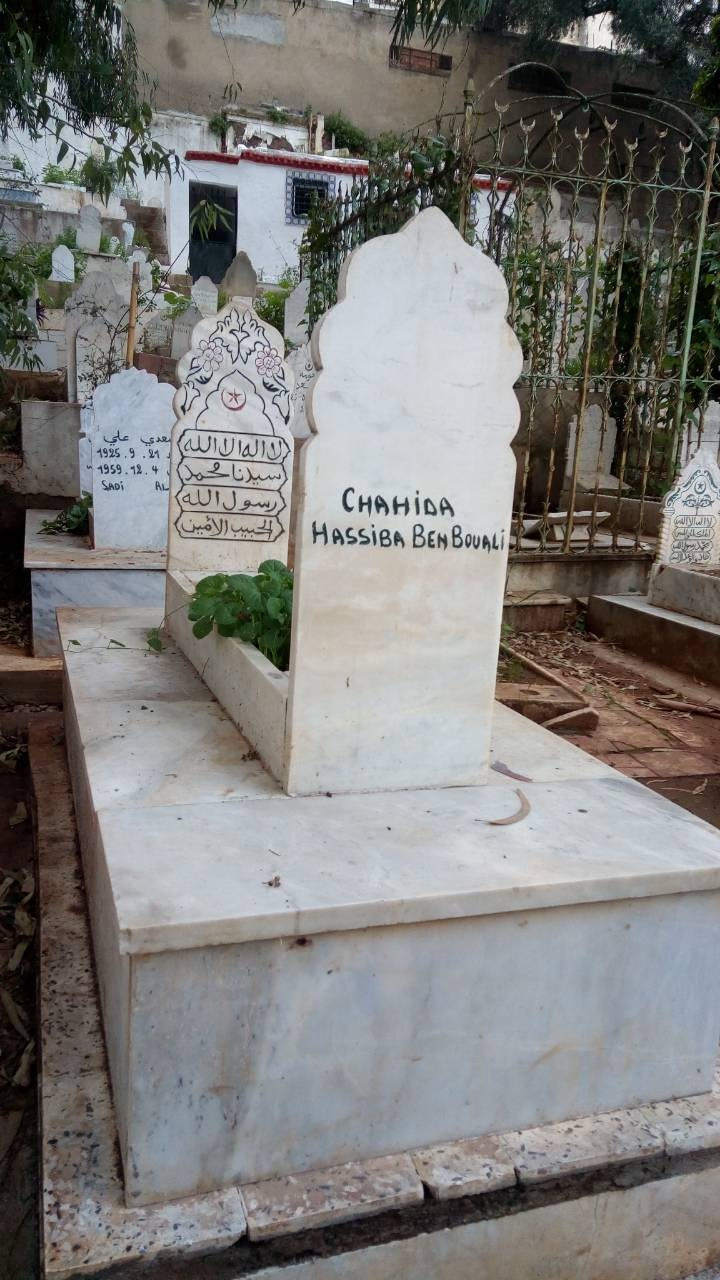
Tombe de Hassiba Ben Bouali.

La fumée et la poussière dissipées, le général Massu veut que les corps d'Ali la Pointe et de Hassiba Ben Bouali soient retrouvés. Lorsque les parachutistes commencent le travail de déblaiement, au matin du 8 octobre, on relève de nombreux corps de civils, des femmes et des enfants victimes de l’effondrement de la maison voisine. Ce n'est que le 10 octobre que sont dégagés les derniers corps, ceux du Petit Omar et de Hassiba Ben Bouali, dont les visages sont complètement défigurés, et ceux d'Ali la Pointe et de Mahmoud Bouhamidi, littéralement déchiquetés,. Ce 8 octobre 1957 marque la fin de la bataille d'Alger.
Hassiba Ben Bouali est inhumée au cimetière Sidi M'hamed à Alger.

### Dernière lettre de Hassiba Ben Bouali à ses parents

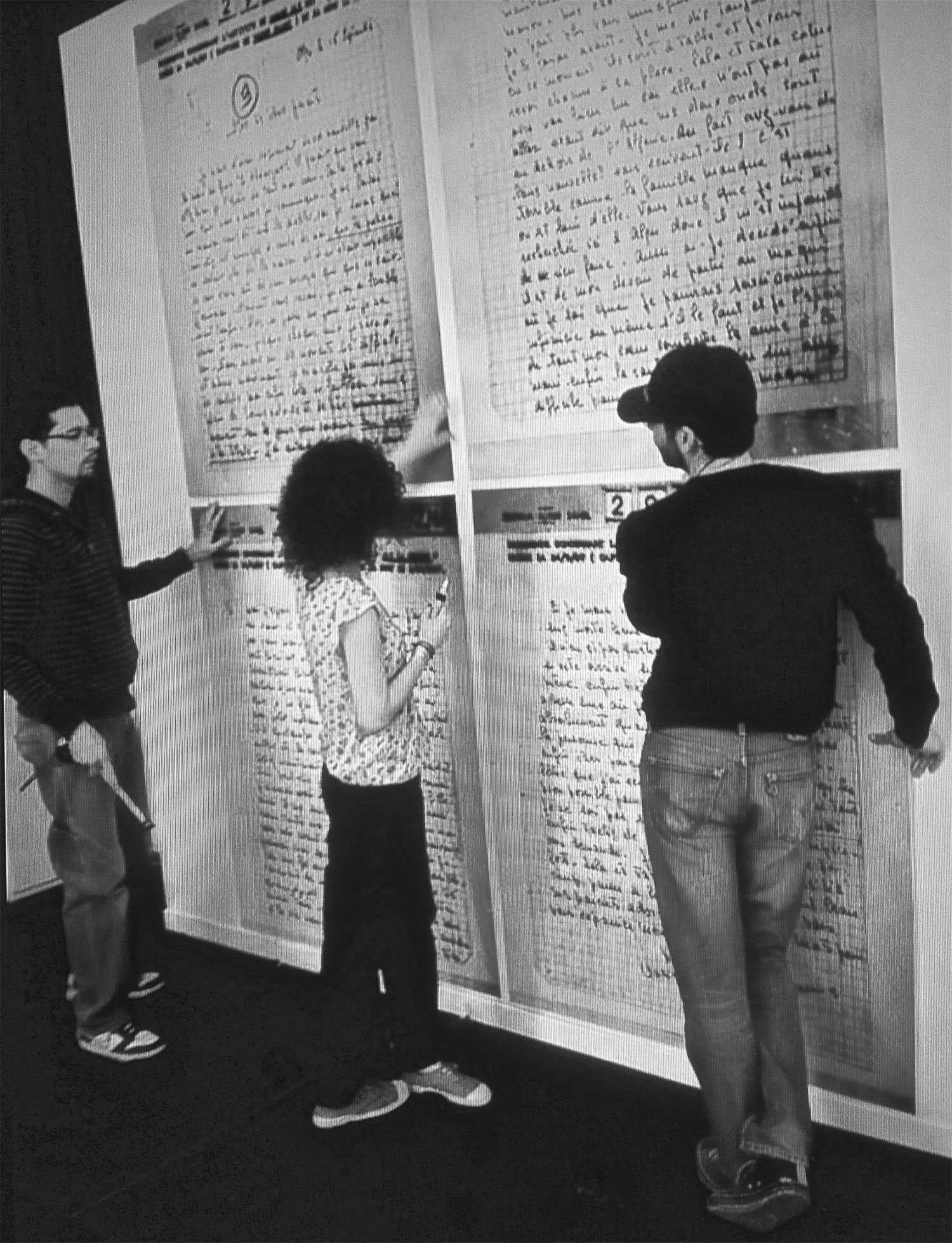
Reproduction en grand format de la dernière lettre de Hassiba Ben Bouali en quatre pages, écrite de sa propre main.
Exposée au musée public national d’art moderne et contemporain d’Alger, en hommage aux combattantes algériennes de la guerre d'indépendance. L'original de cette lettre est conservé encore dans les archives du Service historique de la Défense à Vincennes en France.

Une lettre écrite en français de la main de Hassiba Ben Bouali, datée du 15 septembre 1957, soit 24 jours avant sa mort, est retrouvée en 2010, 53 ans après sa mort. Dans le cadre d'un travail mené depuis plusieurs années sur la femme algérienne et la Révolution, l'historienne Malika El Korso a consulté en 2010, certains documents, à l'époque sous dérogation mais qui ne le sont plus depuis 2012, conservés au Service historique de la Défense à Vincennes en France. Le carton 1H1245 portant la mention « Réseau spécial bombes », contient plusieurs dossiers, dont la chemise 1H1245/D3, à l'intérieur de laquelle se trouve la lettre de Hassiba Ben Bouali. D'après l'historienne, la lettre a été trouvée parmi les documents récupérés par les parachutistes français dans la cache de Yacef Saadi au moment de son arrestation en compagnie de Zohra Drif, le 28 septembre 1957.
La lettre adressée à ses parents qui n'arrivera jamais à destination comporte quatre pages, elle est signée lisiblement du prénom de « Hassiba ». Elle témoigne de l'enfer qui était le lot quotidien des militants du FLN réfugiés dans la Casbah d'Alger encerclés par les parachutistes du général Massu depuis huit mois, aux plus forts moments de la bataille d'Alger : 

« Voilà près de 9 mois que nous n'avons pu communiquer. Je me faisais un mauvais sang de tous les diables […] C'est terrible comme la famille nous manque quand on est loin d'elle. Vous savez que je suis très recherchée ici à Alger, donc il m'est impossible de rien faire […] Nous avons eu des moments très difficiles et même maintenant ça ne marche pas comme sur des roulettes, mais enfin cela ne fait rien nous sommes pleins de bonne volonté et des frères meurent tous les jours pour conduire leur pays à la liberté. Aussi, ai-je décidé, enfin, qu'il est de mon devoir de partir au maquis où je sais que je pourrais servir comme infirmière ou même s'il le faut, et je l'espère de tout mon cœur, combattre les armes à la main […] Ne vous en faites, surtout pas pour moi, il faut penser aux petits qui vont bientôt reprendre l'école et qui j'espère travailleront bien […] Si je meurs, vous ne devez pas me pleurer, je serais morte heureuse, je vous le certifie. »

Pour perpétuer le souvenir de Hassiba Ben Bouali et de tous les combattants de la cause algérienne morts pour leur pays, l'historienne Malika El Korso a fait la proposition que la lecture soit donnée de cette lettre après sa traduction en arabe, chaque 8 octobre, par un élève, dans l'ensemble des établissements de l'Éducation nationale et par une étudiante dans les universités et centres universitaires du Ministère de l'Enseignement et de la Recherche Scientifique.

## Hommages
En son honneur, l'université de Chlef porte son nom, ainsi qu'un lycée d'Alger dans l'arrondissement de Kouba, de même qu'un important boulevard de la ville d'Alger, du quartier la Farge, (Ruisseaux) jusqu'au boulevard Colonel-Amirouche, autre militant et résistant de la guerre d'indépendance.
Un projet de musée qui lui serait dédié à Chlef a été conçu en 2016 par l'architecte Rudy Ricciotti.

## Décorations
- Athir de l'ordre du Mérite national d'Algérie.